# Mars och Venus överraskas av Vulcanus
Mars och Venus överraskas av Vulcanus är en oljemålning av den italienske konstnären Tintoretto. Den målades omkring 1555 och ingår sedan 1925 i Alte Pinakotheks samlingar i München. 
Målningen skildrar en scen ur den grekisk-romerska mytologin där Venus och hennes älskare Mars blir påkomna av hennes make Vulcanus. Venus och Amor syns liggande nakna. Vulcanus letar efter spår av otrohetsaffären medan Mars gömmer sig under sängen – den lilla hunden har dock redan upptäckt honom. Denna typ av lekfullt och erotiska målningar var mycket populära i dåtidens Venedig.